# 吉田幸彦
吉田 幸彦（よしだ ゆきひこ、1956年 - ）は、日本の高校野球指導者。飯塚高等学校野球部監督。

## 経歴
柳川商業高等学校時代の1973年、夏の甲子園で主将として江川卓を擁する作新学院高等学校と対戦、延長15回サヨナラ負け。卒業後、日鉱佐賀関を経て八幡大学（現・九州国際大学）に進学。野球部では1979年、全日本大学野球選手権大会に出場しベスト4に進出した。九州六大学野球連盟では二塁手としてベストナインを4度獲得した。その後東芝情報機器に入り都市対抗野球に出場。飯塚高校野球部監督として2008年全国高校野球選手権大会に辛島航を擁し初出場、2012年に夏の甲子園2回目の出場を果たしている。